# Yun Sang-sik
Yun Sang-sik (kor. 윤상식; ur. 20 września 1968) – południowokoreański judoka. Olimpijczyk z Barcelony 1992, gdzie zajął trzynaste miejsce w kategorii do 95 kg.
Piąty na mistrzostwach świata w 1993 roku.

## Letnie Igrzyska Olimpijskie 1992
| Konkurencja | Rundy eliminacyjne    | Repasaże                    | Klas. końcowa |
| Konkurencja | Przeciwnik I          | Przeciwnik I                | Miejsce       |
| ----------- | --------------------- | --------------------------- | ------------- |
| 95 kg       | Paweł Nastula (POL) P | Robert Van de Walle (BEL) P | 13.           |